# Simón Castro
Pour les articles homonymes, voir Castro.
Simón Castro Alfonseca (né le 9 avril 1988 à San José de los Llanos, San Pedro de Macorís, République dominicaine) est un ancien lanceur droitier qui a joué de 2013 à 2017 dans la Ligue majeure de baseball.

## Carrière
Simón Castro signe son premier contrat professionnel en 2006 avec les Padres de San Diego. Ceux-ci l'échangent aux White Sox de Chicago avec le lanceur gaucher Pedro Hernández le 31 décembre 2011 en retour du voltigeur Carlos Quentin.
Castro fait ses débuts dans le baseball majeur comme lanceur de relève pour les White Sox le 5 juillet 2013. Il apparaît dans 4 matchs de l'équipe en 2013.
Il rejoint les Rockies du Colorado le 15 octobre 2014.
Castro joue pour les Athletics d'Oakland en 2017.
En relève à Chris Smith, Sean Doolittle et Tucker Healy, Simón Castro complète dans les ligues mineures un match sans coup sûr combiné pour les Sounds de Nashville, un club-école des Athletics d'Oakland, le 7 juin 2017 contre les Storm Chasers d'Omaha.